# 広島市こども図書館
広島市こども図書館（ひろしましこどもとしょかん）は、広島市中区の広島市中央公園内にある、子ども向けの公立（広島市立）図書館である。

## 概要
1980年（昭和55年）5月1日に現在の広島市こども図書館が開館。広島市こども文化科学館との複合施設になっている。
館内は、1階に自由閲覧室・絵本コーナー・展示コーナー。2階に参考閲覧室、おとぎの部屋を整備している。

## 歴史
1949年（昭和24年）7月30日、当時小町にあった広島市立浅野図書館間内に併設する形で、広島市児童図書館として開館。1953年（昭和28年）12月22日に、現在地に旧建物が落成し、1954年（昭和24年）4月より業務を開始した。
旧建物は丹下健三が設計。当時の建物は全周がガラス張りで、市民からはキノコ型もしくはアサガオ型と呼ばれた。開館にあたり、米国カリフォルニア州在住の広島県人会から400万円の寄付金が寄せられ、建設資金の80%に当てられた。開館当初は、約2,300冊の蔵書が収められ、本棚や椅子などが不足しつつも、日曜日には300人を超える来場者があった。
新しい都市計画や老朽化のために、1978年7月に閉館。以前の建物については、1階にそれを伝える碑が、2階には模型が展示してある。
2017年8月に「毎日個別塾5days」を運営している5コーポレーションが「広島市こども文化科学館」と共に命名権を取得。同年9月1日から名称が「5-Daysこども図書館」となった、契約は3年である。

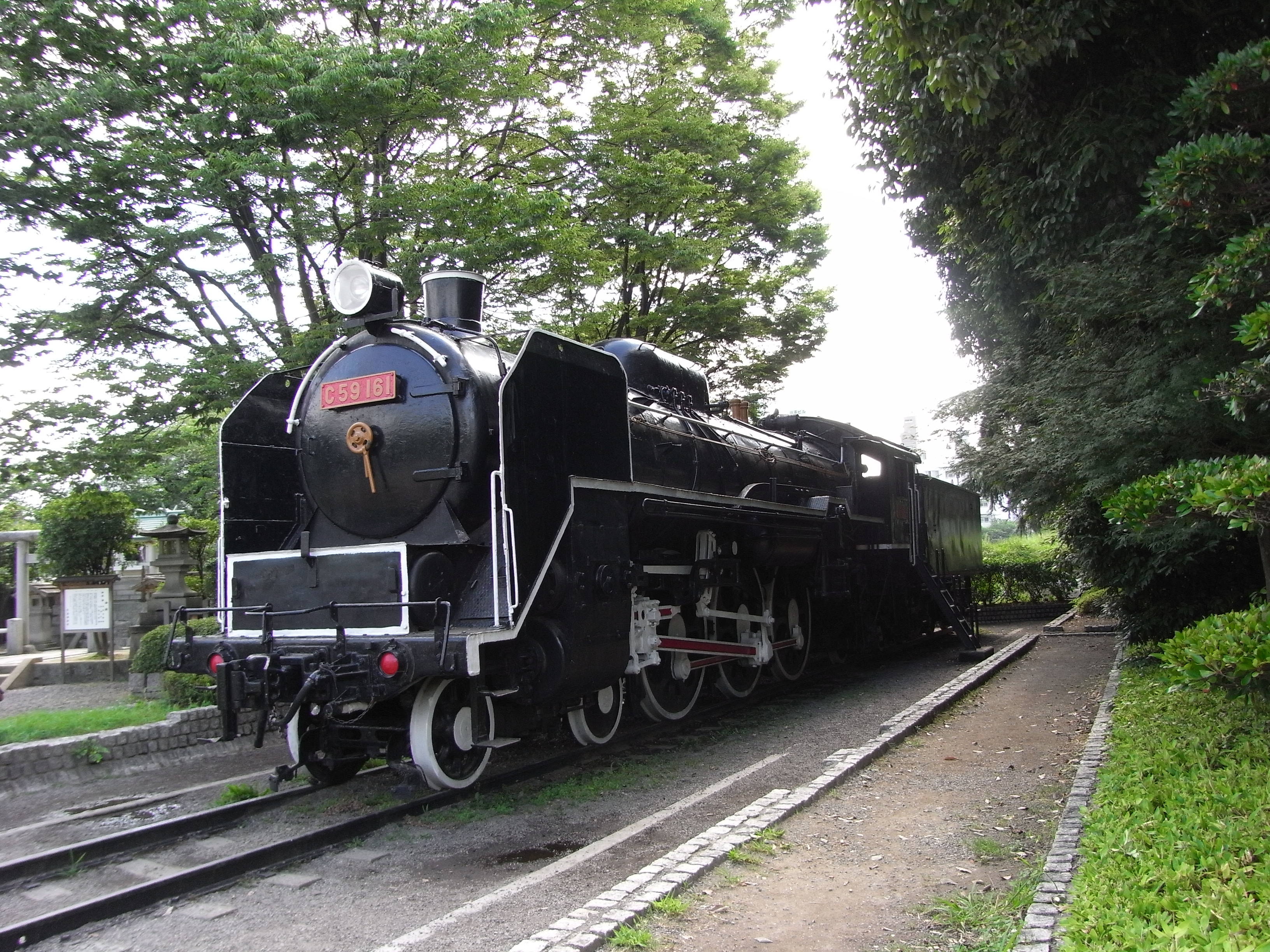
C59 161、広島市こども図書館の横に保存してある　2004年7月撮影
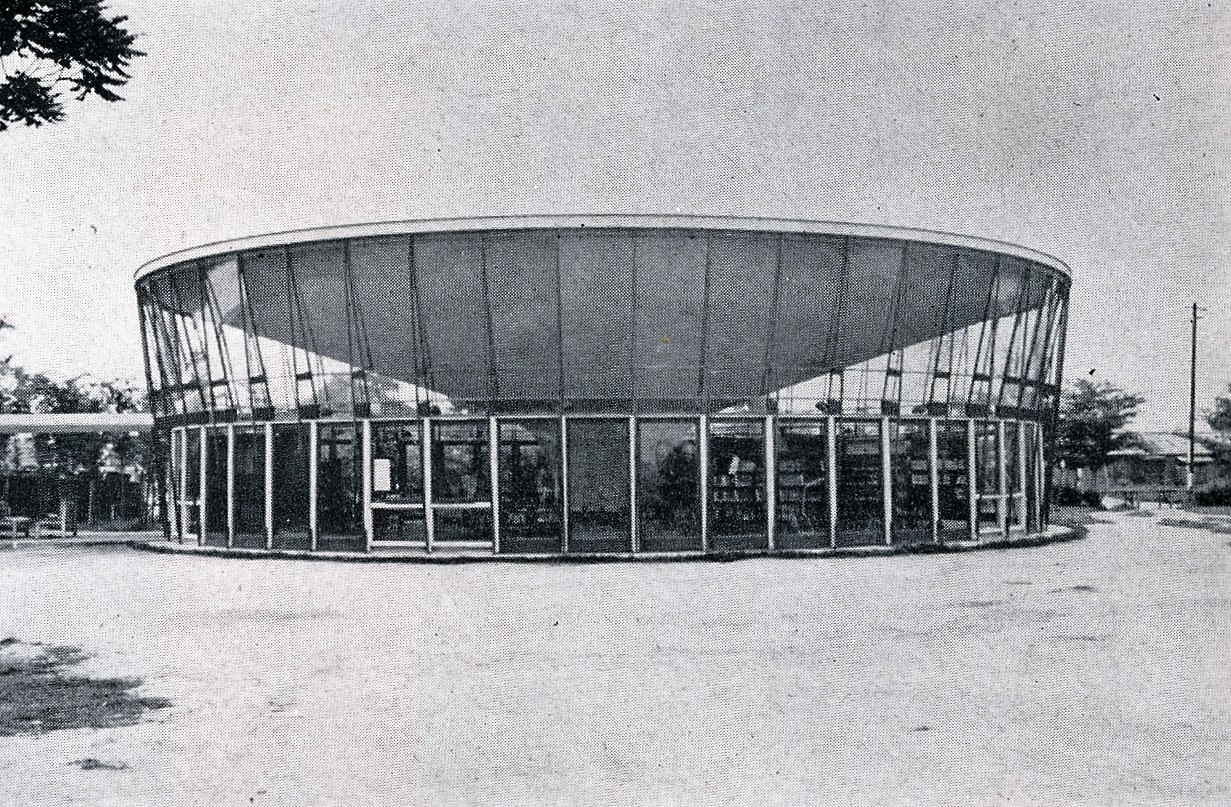
1954年から1978年まで存在した 広島市児童図書館
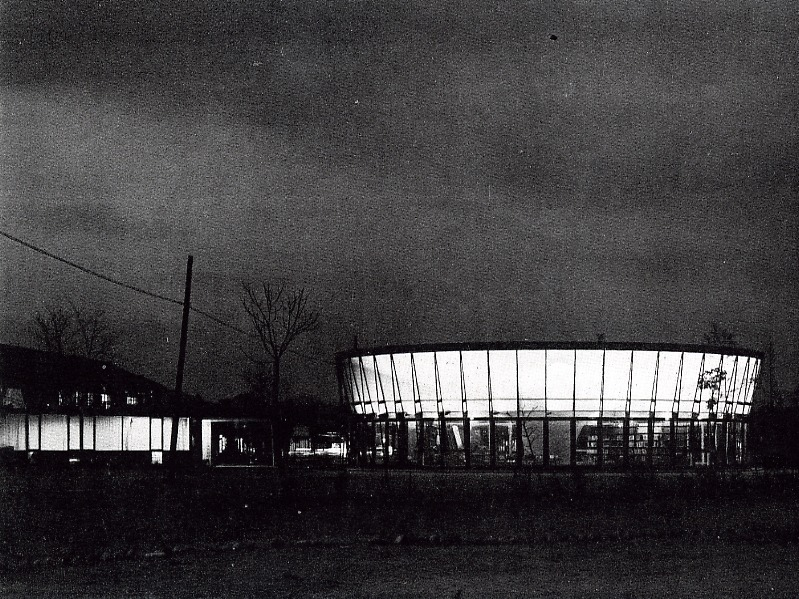
広島市児童図書館（1954年当時）

## 開館時間・休館日
- 開館時間 - 9:00 - 17:00[21]
- 休館日 
  - 月曜日（8月6日、休日に当たる日は開館）[13]
  - 祝日の翌日（土・日・祝に当たる日は直後の平日）[13]
  - 年末年始（12月29日 - 1月4日）[13]
  - 図書整理日（奇数月末、土・日・祝に当たる日は直前の金曜日）[13]
  - 特別整理期間（年間7日以内）[13]

## アクセス
- 広島電鉄原爆ドーム前電停から徒歩3分[1]

### 補足
1. ↑  2014年4月1日より現名称（公益財団法人への移行に伴う改称、2011年以前も同名称）[2]。旧称・広島市未来都市創造財団（2011年から2014年3月）[3]。2006年より事業を受託している[3]。

## 参考資料
- 広島市 (2013年). “広島市の図書館（要覧）” (PDF). 2014年8月12日閲覧。